# ايلابي (المهرة)

تعديل مصدري - تعديل

ايلابي هي إحدى قرى عزلة قشن بمديرية قشن التابعة لمحافظة المهرة، بلغ تعداد سكانها 323 نسمة حسب تعداد اليمن لعام 2004.